# Trobriand-Inseln
Trobriand-Inseln, auch Kiriwina-Inseln genannt, ist der Name einer Inselgruppe in der Salomonensee, die zu Papua-Neuguinea gehört. Administrativ bildet sie zusammen mit den im Westen gelegenen kleinen Lusancay-Inseln die Area Kiriwina Rural LLG (Local Level Government) des Distrikts Kiriwina-Goodenough der Milne Bay Province.

## Geographie
Die Inselgruppe hat eine nord-südliche Ausdehnung von 74 Kilometern, von Kadai im Nordwesten bis Vakuta im Südosten, sowie eine ost-westliche Erstreckung von 68 Kilometern, von Kitava im Osten bis Yaona im Westen. Im Westen schließen sich die Lusancay-Inseln an. Im Osten liegen die Marshall-Bennett-Inseln, und im Süden die D’Entrecasteaux-Inseln. Im Norden liegt die offene Salomonensee, die erst 228 Kilometer weiter nördlich durch die große Insel Neubritannien begrenzt wird.
Die Fläche der Trobriand-Inseln beträgt 374 km². Zum Zeitpunkt der Volkszählung 2000 waren noch fünf Inseln mit insgesamt 28.486 Einwohnern bewohnt.

## Liste der Inseln
| Name     | Alternativ | Koordinaten                  | Fläche km² | Einwohner Zensus 2000 | Lage                       |
| -------- | ---------- | ---------------------------- | ---------- | --------------------- | -------------------------- |
| Kitava   |            | 8° 37′ 26″ S, 151° 20′ 10″ O | 23.79      | 2.907                 | östlichste Insel           |
| Uratu    |            | 8° 37′ 51″ S, 151° 18′ 20″ O | 0.09       |                       | Nebeninsel von Kitava      |
| Vakuta   |            | 8° 51′ 7″ S, 151° 10′ 1″ O   | 21.16      | 971                   | südlich der Hauptinsel     |
| Bomapau  |            | 8° 35′ 8″ S, 151° 5′ 50″ O   | 4.68       |                       | in der Lagune von Kiriwina |
| Kiriwina |            | 8° 32′ 54″ S, 151° 4′ 52″ O  | 279.88     | 22.163                | Hauptinsel                 |
| Muwo     |            | 8° 44′ 13″ S, 151° 0′ 39″ O  | 2.82       |                       | südwestlich von Kiriwina   |
| Nanauli  |            | 8° 47′ 35″ S, 151° 1′ 53″ O  | 0.06       |                       | südwestlich von Kiriwina   |
| Iaga     |            | 8° 44′ 32″ S, 150° 57′ 40″ O | 0.10       |                       | südwestlich von Kiriwina   |
| Kaileuna | Kaileʻuna  | 8° 31′ 31″ S, 150° 56′ 58″ O | 45.53      | 1.908                 | westlich der Hauptinsel    |
| Boinagi  |            | 8° 24′ 58″ S, 150° 53′ 26″ O | 0.75       |                       | nordwestlich von Kaileuna  |
| Buriwadi |            | 8° 27′ 47″ S, 150° 53′ 0″ O  | 0.64       |                       | nordwestlich von Kaileuna  |
| Tuma     |            | 8° 21′ 24″ S, 150° 51′ 51″ O | 5.16       | 0                     | nordwestlich von Kaileuna  |
| Kadai    |            | 8° 19′ 10″ S, 150° 49′ 22″ O | 0.56       | 0                     | nordwestlich von Kaileuna  |
| Nubiam   |            | 8° 38′ 18″ S, 150° 52′ 40″ O | 0.45       |                       | südwestlich von Kaileuna   |
| Kuyau    | Kuiao      | 8° 35′ 47″ S, 150° 51′ 41″ O | 1.90       | 537                   | südwestlich von Kaileuna   |
| Gilua    |            | 8° 34′ 32″ S, 150° 50′ 40″ O | 0.05       |                       | südwestlich von Kaileuna   |
| Munuwata | Nuata      | 8° 34′ 1″ S, 150° 50′ 8″ O   | 0.64       | 0                     | südwestlich von Kaileuna   |
| Nakwaba  |            | 8° 32′ 6″ S, 150° 49′ 16″ O  | 0.37       |                       | südwestlich von Kaileuna   |
| Kibu     |            | 8° 37′ 4″ S, 150° 47′ 13″ O  | 0.22       |                       | südwestlich von Kaileuna   |
| Yaona    |            | 8° 36′ 18″ S, 150° 44′ 30″ O | 0.05       |                       | südwestlich von Kaileuna   |

Anmerkung zur Tabelle:
Früher waren folgende Inseln mit je einem Dorf bewohnt:
- Munuwata (Nuata) (bei der Volkszählung 2000 noch aufgeführt, jedoch mit 0 Einwohnern)
- Tuma (bewohnt bis 1963, frühere Dörfer Gilela im Norden und Ogegela im Süden)
- Kadai

Als alternative Flächenangaben existieren in der Literatur für die Inselgruppe insgesamt (440 km²), für Kiriwina (290,5 km²), für Kaileʻuna (50 km²) und für Kitava (15 km²).

## Tourismus
Die Trobriand-Inseln sind Südseeinseln, die bisher touristisch wenig erschlossen sind. 2012 fertigte der Maler Ingo Kühl in Kiriwina und Port Moresby Studien zur Kula-Kultur an.

## Bevölkerung
Die Trobriander sind mit den Polynesiern verwandt. Ihre Kultur ist matrilinear; sie ist durch ein konfliktarmes Gesellschaftsleben gekennzeichnet.
Der polnisch-britische Anthropologe Bronisław Malinowski hat die Anfang des 20. Jahrhunderts noch weitgehend traditionell, naturnah lebenden Trobriander als erster auf der Basis psychoanalytischer Erkenntnisse näher erforscht. Aufgrund dieser Forschungen kam er zu dem Ergebnis, dass Freuds für seine Lehre zentrale Annahme der Universalität des Ödipuskomplexes nicht zutreffend sei. H. A. Powell soll später allerdings Malinowskis Annahmen widerlegt haben. Powell hat die Ergebnisse seiner Dissertation allerdings 1969 modifiziert. Annette Weiner bestätigte hingegen im Wesentlichen Malinowskis Ergebnisse.
Der Psychoanalytiker Wilhelm Reich benutzte Malinowskis Arbeiten über die Trobriander als Grundlage für sein Buch „Der Einbruch der sexuellen Zwangsmoral“ (1932), in dem er den Zusammenhang zwischen sexueller Unterdrückung und gesellschaftlicher Unfreiheit postuliert. 
Es gibt bei den Trobriandern eine Art Religion um die Yams-Wurzel. Viele Aspekte der sexuellen Freizügigkeit hängen mit dem Jahreszyklus dieser Pflanze zusammen. Über das Tauschsystem des von Malinowski entdeckten und analysierten Kula-Rings mit den umliegenden Inselgruppen siehe auch Milne Bay Province.
Trobriander sind für häufige Adoptionen von Kindern bekannt. In einer demographischen und genealogischen Studie im Dorf Tauwema auf der Insel Kaileuna wurden über zwei Jahrzehnte Daten unter anderem zu Adoptionsmustern erhoben. 27 Prozent der Kinder waren adoptiert. Anders als in westlichen Gesellschaften werden die Kinder weggegeben, um bei nahen Verwandten aufzuwachsen, in der matrilinearen Kultur hauptsächlich in der mütterlichen Verwandtschaftslinie.

## Geschichte
Die Europäer benannten die Inseln nach dem Franzosen Denis de Trobriand, der im Jahr 1793 als Leutnant unter dem Kommando von Joseph Bruny d’Entrecasteaux die Inseln erforschte.